# Abchazové
Abchazové jsou kavkazská etnická skupina hovořící abchazštinou. Přes 120 000 Abchazů (2011) žije v separatistické Abcházii a minimálně 39 tisíc v Turecku. Turečtí Abchazové mluví už většinou turecky.

## Dějiny
Předkové Abchazů (Abazgové, Apsilové) zakládali rané státy už od 1. stol. Ve 4.–6. stol. mezi ně proniklo z Byzance křesťanství. V 8. stol. vzniklo Abchazské království, které se v 10. stol. stalo součástí sjednocené Gruzie. Po jejím rozpadu vzniklo samostatné Abchazské knížectví, které se v 16. stol. dostalo pod osmanskou nadvládu a začal do něj pronikat sunnitský islám.
V letech 1810–1917 byla Abcházie spolu s Gruzií (Tifliskou gubernií) součástí Ruska. Po bolševické revoluci se Abcházie stala jako Svazová republika součástí Sovětského svazu. Ve 30. letech Stalin odebral Abchazské SSR status svazové republiky a připojil ji jako Abchazskou ASSR ke Gruzii. Vlivem přistěhovalectví Gruzínů a Rusů a tvrdé politiky gruzinizace (zejména za Stalinovy vlády, ale i později) se pod sovětskou nadvládou stali Abchazové ve své zemi méně než 18procentní menšinou.
Po rozpadu SSSR propukl separatistický konflikt (1992–1993), který vedl k masakrům na civilním obyvatelstvu na obou stranách, nicméně díky podpoře Ruska a pomoci příslušníků ostatních národů žijících v Abcházii a díky pomoci od Čečenců se Abchazům povedlo se od Gruzie odtrhnout. V roce 2008 byl stát Abcházie uznán Ruskem, Venezuelou, Nikaraguou a dvěma ostrovními tichomořskými státy Tuvalu a Nauru. Zbytek světového společenství, včetně EU, samostatnost Abcházie neuznalo. Abchazové tvoří podle sčítání lidu z roku 2011 těsnou nadpoloviční většinu obyvatel Abcházie - 50,7%.

## Jazyk
Abcházština patří do severokavkazské jazykové rodiny a zapisuje se upravenou cyrilicí. Do r. 1926 se abchazština nezapisovala vůbec, později se používala upravená latinka, od r. 1938 do 1954 byli Abchazové nuceni psát gruzínskou abecedou, která je pro severokavkazské jazyky nevhodná. Teprve poté byla vytvořena – se zpožděním cca 16 let oproti ostatním „mladopismennym“ jazykům SSSR – moderní abchazská abeceda, kterou používají Abchazové dosud.